# Calamagrostis bogotensis
Calamagrostis bogotensis là một loài thực vật có hoa trong họ Hòa thảo. Loài này được (Pilg.) Pilg. mô tả khoa học đầu tiên năm 1908.